# Severtorps naturreservat
Severtorps ängar är ett naturreservat i Grevie socken i Båstads kommun i Skåne län.
Reservatet bildades 2023 och är 139 hektar stort. Området ligger öster om Grevie, sydväst om Båstad högt upp på Hallandsåsen och består av bokskog och betade enefälader.